# Malvern (Worcestershire)

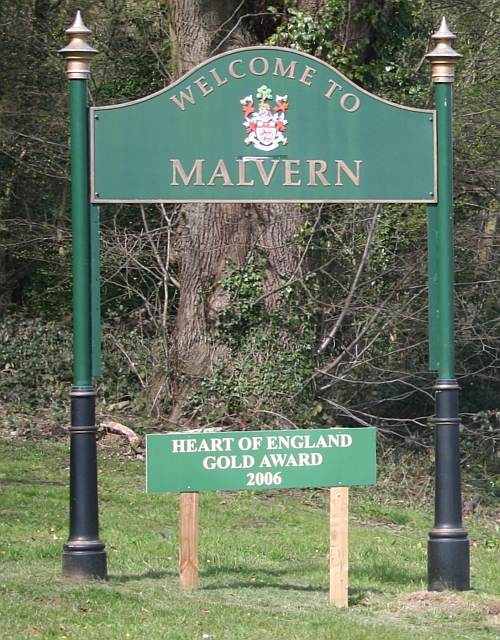
Bem-vindo a Malvern, em uma estrada de acesso ao centro da cidade

Malvern é uma cidade e paróquia civil em Worcestershire, Inglaterra, governada pelo Malvern Town Council. Segundo o censo de 2001, possui uma população de 28.749 habitantes, e inclui o assentamento histórico e o centro comercial de Great Malvern no íngreme flanco oriental das Malvern Hills, e o antigamente independente distrito urbano de Malvern Link. Muitos dos principais subúrbios e assentamentos que compõem a cidade são separados por grandes extensões de terrenos baldios e campos, e, junto de paróquias civis menores adjacentes aos limites do conselho municipal e as colinas, a área construída é muitas vezes referidas coletivamente como The Malverns.
Evidências arqueológicas sugerem que pessoas da Idade do Bronze se estabeleceram na área por volta de 1000 a.C., embora não se saiba se esses assentamentos eram permanentes ou temporários. A cidade em si foi fundada no século XI, quando monges beneditinos, fundaram um convento ao pé do pico mais alto de Malvern Hills. Durante o século XIX Malvern transformou-se rapidamente de uma aldeia para uma dispersa conurbação devido à sua popularidade como um spa hidroterápico com base nas suas minas de água. Imediatamente após o declínio do turismo termal no final do século XIX, o foco da cidade mudou para a educação com a criação de várias escolas privadas em antigos hotéis e grandes mansões. A expansão maior foi resultado da transferência da Telecommunications Research Establishment (TRE) para Malvern em 1942. A QinetiQ, empresa que sucedeu a TRE, continua sendo a maior empregadora local da cidade.
Malvern tem o maior desenvolvimento urbano dentro da circunscrição parlamentar de West Worcestershire e é também a sede administrativa da área governada pelo Conselho Distrital de Malvern Hills (MHDC) e fica ao lado da Área de Impressionante Beleza Natural de Malvern Hills.

## História
O nome Malvern provavelmente vem do antigo idioma britânico significando 'morro pelado' (Bare-Hill), o equivalente mais próximo do idioma moderno sendo o galês moelfryn (morro careca). Foi conhecido como Malferna (século XI), Malverne (século XII), e Much Malvern (séculos XVI e XVII).

### Da Era do Bronze aos tempos monásticos

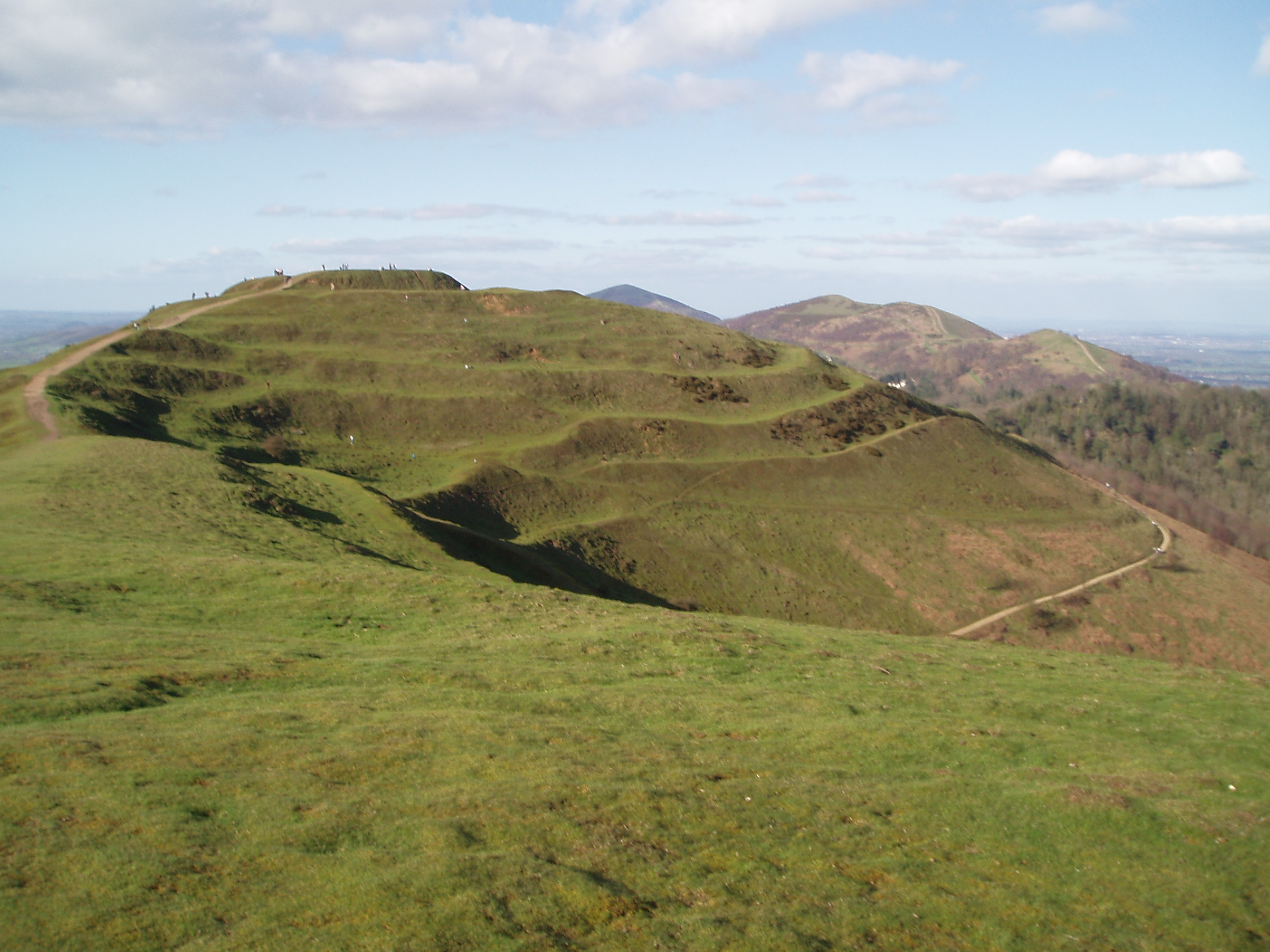
British Camp, movimentação de terras do período da Idade do Ferro.

Machados de sílex, pontas de flechas, e lascas encontradas na área são atribuídas aos habitantes do início de Idade do Bronze,:2 e o "Shire Ditch", um aterro em camadas do final da Idade do Bronze possivelmente datando de cerca de 1000 a.C., foi construído ao longo do alto dos morros perto do local dos assentamentos posteriores. O Wyche Cutting, um passo de montanha através dos montes, era utilizado nos tempos pré-históricos como parte da rota do sal a partir de Droitwich em direção a Gales do Sul.:3 Uma descoberta no século XIX de mais de duzentas barras de dinheiro em metal sugere que a área tinha sido habitada pelo povo de La Tène em torno de 250 a.C.:5 O folclore antigo relata que o chefe tribal britânico Carataco fez sua última defesa contra os romanos em British Camp, um local de extensa movimentação de terras da Idade do Ferro em um cume de Malvern Hills perto de onde mais tarde Malvern seria fundada. Porém, a história continua a ser discutida, uma vez que o historiador romano Tácito sugere um local mais próximo do rio Severn. Assim, não há evidências de que a presença romana terminou com o assentamento pré-histórico em British Camp. No entanto, escavações nos vizinhos Midsummer Hill, Bredon Hill e Croft Ambrey mostram evidências de violenta destruição por volta de 48 d.C. Isto pode sugerir que British Camp foi abandonado ou destruído no mesmo período.
Um estudo feito em 2005, que inclui fotografias aéreas das Hills "demonstra claramente o potencial arqueológico desta grande área negligenciada, e fornece elementos que carecem de reflexão para um número de projetos de pesquisa". Os achados em cerâmica relacionados com Malverns datam do final da Idade do Bronze chegando até a conquista normanda, indicado por métodos de petrologia arqueológica. Os produtos eram comercializados até a distante Gales do Sul, através do rio Severn. O Longdon e outros pântanos ao pé de Malvern Chase serviam de pastagens para o gado. Os bosques eram consideráveis, fornecendo combustível para os fornos.

### Malvern monástica

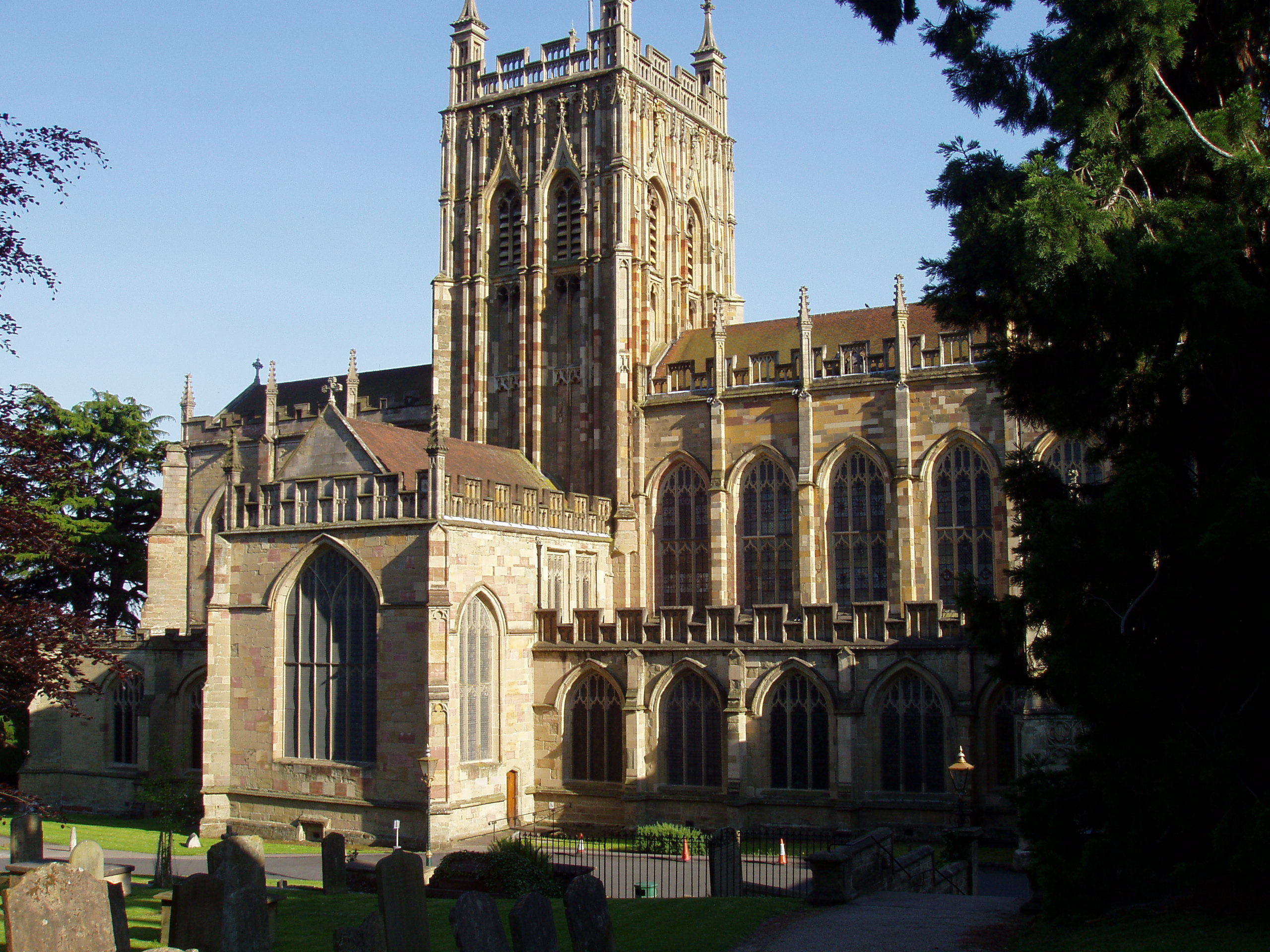
Grande Priorado de Malvern

Pouco se sabe sobre Malvern durante os mil anos seguintes até que foi descrita como "... uma ermida, ou algum tipo de casa religiosa, para leigos, antes da conquista, mantida com os donativos de Eduardo, o Confessor...". As adições ao Monasticon Anglicanum de William Dugdale afirmam que havia uma congregação de eremitas em Malvern "algum tempo antes da conquista". Embora um priorado em Malvern existisse antes da conquista normanda, é o povoado próximo a Little Malvern, o local de outro priorado menor, que é mencionado no Domesday Book. Um castelo motte-and-bailey construído sobre a camada superior dos trabalhos de terraplanagem do British Camp pouco antes da conquista normanda foi provavelmente fundado pelo conde saxão Harold Godwinson de Hereford. Foi destruído por Henrique II em 1155.
A cidade se desenvolveu em torno do seu priorado do século XI, um mosteiro beneditino, cujas ruínas compõem algumas das partes mais antigas do Grande Priorado de Malvern, atualmente uma grande igreja paroquial. Várias histórias um tanto diferentes explicam a fundação real da comunidade religiosa. A lenda conta que o povoado começou após o assassinato de São Werstan, um monge de Deerhurst, que fugiu dos dinamarqueses e se refugiou na floresta de Malvern, onde a ermida acima mencionada tinha sido fundada. Embora a lenda possa ser mitologia monástica, os historiadores concluíram no entanto, que São Werstan foi o mártir original.

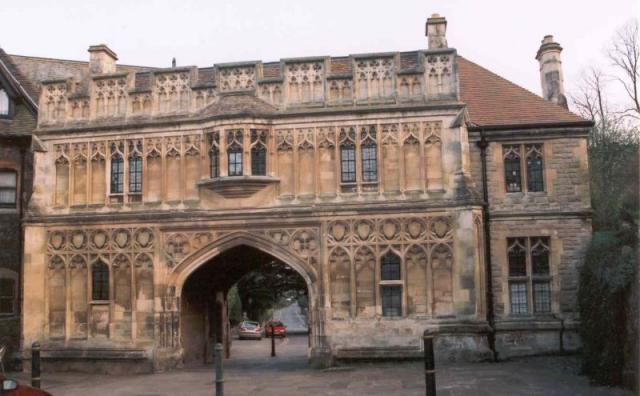
Abbey Gateway, centro da cidade. Atualmente abriga o Museu de Malvern

O primeiro prior foi Aldwyn, que fundou o mosteiro por recomendação de seu bispo, e porem 1135 o mosteiro contava com trinta monges. Aldwyn foi sucedido por Walcher de Malvern, um astrônomo e filósofo procedente da Lorena, cuja lápide no interior da igreja do priorado registra detalhes de quando o priorado surgiu em 1085 a partir de uma ermida doada por Eduardo, o Confessor. Um antigo no vitral da janela da igreja do priorado retrata a lenda de São Werstan, com detalhes de sua visão, a consagração da sua capela, Eduardo, o Confessor concedendo o alvará para o local, e o martírio de Werstan.
Um documento do século XVIII atesta que, no décimo oitavo ano do reinado de Guilherme, o Conquistador (provavelmente 1083), era um priorado dedicado a Santa Maria Virgem. A História do Condado de Vitória descreve como Aldwyn, um eremita, que viveu no reinado de Eduardo, o Confessor, pediu para o Conde de Gloucester autorização para se estabelecer no local (do priorado), na floresta, e cita sua fonte como "Gervásio de Cantuária, Mappa Mundi (Rolls ser.)".
As grandes propriedades em Malvern faziam parte das terras da coroa doadas a Gilberto, o Vermelho, sétimo conde de Gloucester e sexto conde de Hertford, por ocasião de seu casamento com Joana de Acre filha de Eduardo I, em 1290. A disputa sobre os direitos de caça nessas terras levou a vários conflitos armados contra Humphrey de Bohun, 3º Conde de Hereford, que Edward acabou solucionando. Nott afirma que Gilberto fez doações ao priorado, e descreve o seu "grande conflito" com Thomas de Cantilupe, bispo de Hereford, também sobre direitos de caça e por um fosso aberto por Gilberto, que resultou em litígios onerosos. Gilberto teve um conflito semelhante com Godfrey Giffard, bispo e administrador da catedral de Worcester (e anteriormente chancellor da Inglaterra. Godfrey, que havia concedido terras ao priorado, tinha disputas jurisdicionais com o Priorado de Malvern, solucionadas por Robert Burnell, o Chancellor atual.
Uma discussão em 2005 sobre os vitrais da igreja do priorado em termos da relação entre Igreja e leigos ressalta a importância de Malvern na criação de vitrais. Refere-se às "vastas e estrategicamente importantes propriedades da qual Malvern fazia parte" nos séculos XV e XVI, da probabilidade de uma rota de peregrinação pela cidade. A discussão também menciona a visão de Thomas Walsingham de que Malvern era um esconderijo do cavaleiro lollardo Sir John Oldcastle em 1414. Chambers escreveu, com relação ao vitral, "a situação de Malvern foi tão admirada por Henrique VII, por sua rainha (Isabel de Iorque) e seus dois filhos, o príncipe Artur, e o príncipe Henrique" que fizeram doações substanciais.

### Pós-dissolução
Durante a Dissolução dos Mosteiros os comissários locais foram orientados para que, onde as igrejas das abadias fossem também utilizadas para o culto da paróquia, elas deveriam continuar ou poderiam ser compradas pelos paroquianos. Assim, o Priorado de Malvern sobreviveu ao ser adquirido por William Pinnocke e, com ele, grande parte dos vitrais do século XV. Os prédios monásticos foram demolidos e o que era aproveitável foi vendido. Com exceção do edifício da igreja (do qual o transepto sul, adjacente aos claustros do mosteiro, foi destruído), tudo o que resta do mosteiro de Malvern é o Abbey Gateway (também conhecido como Priory Gatehouse) que abriga atualmente o Museu de Malvern.
Uma concessão elizabetana de terras, de 1558, menciona Holy Well. A concessão da Coroa de dízimos em 1589 menciona cordeiros, porcos, bezerros, ovos, cânhamo e linho. Elizabeth fez seu Chancellor, Sir Thomas Bromley, o Lord of the Manor. O antiquário contemporâneo John Leland descreveu as Malvern Hills e Hanley Castle. Em 1633, a Court of Exchequer Chamber de Carlos I decretou o direito público a dois terços das terras de Malvern Hills, e o direito de Sir Cornelius Vermuyden e seus descendentes, e da Coroa, a um terço (citado no preâmbulo do Ato das Malvern Hills de 1884). Nesse tempo, Malvern tinha se tornado uma comunidade estabelecida e o principal povoado de Malvern Chase.

### A transformação em spa (séculos XVII-XIX)
As propriedades medicinais das águas de Malvern e a beleza natural de seus arredores levaram à transformação de Malvern em um spa, com recursos para inválidos e turistas, em busca de cura, descanso e entretenimento. Conta a lenda local que os benefícios curativos da água de suas fontes já eram conhecidos nos tempos medievais. O valor medicinal e a água engarrafada de Malvern são mencionados "em um poema atribuído ao reverendo Edmund Rea, que se tornou vigário de Great Malvern em 1612". Richard Banister, o oculista pioneiro, escreveu sobre a Eye Well, próxima da Holy Well, em um curto poema em seu Breviary of the Eyes em 1622. Em 1756, Dr. John Wall publicou um panfleto de catorze páginas sobre os benefícios das águas de Malvern, que atingiu uma terceira edição de 158 páginas em 1763. Mais tarde surgiram elogios do botânico Benjamin Stillingfleet em 1757, do poeta Thomas Warton em 1790, e de William Addison, o médico da Duquesa de Kent (mãe da rainha Vitória) em 1828, todos eles citados em uma crítica do médico e historiador W.H. McMenemy. Em sua palestra sobre Malvern na Royal Institution, Addison falou de "seu puro e revigorante ar, da excelência de suas águas, e da beleza romântica de sua paisagem". Opiniões semelhantes surgiram na imprensa, Nicholas Vansittart trouxe sua esposa Catherine para Malvern para uma cura de descanso em 1809. Chambers, em seu livro sobre Malvern, elogiou Elizabeth, Condessa de Harcourt (nora do 1º Conde de Harcourt), cujo patrocínio contribuiu para a construção de passeios na encosta.
O engarrafamento e a distribuição da água de Malvern cresceram em volume. Em 1842, o Dr. James Wilson e o Dr. James Manby Gully, lideranças expoentes da hidroterapia, abriram clínicas em Malvern (Holyrood House para as mulheres e Tudor House para os homens). Malvern expandiu-se rapidamente como um spa residencial. Vários grandes hotéis e muitas das grandes villas de Malvern datam de seu apogeu. Muitos pequenos hotéis e hospedarias foram construídos entre 1842 e 1875. Em 1855 já existiam 95 hotéis e pensões e em 1865 mais de um quarto das oitocentas casas da cidade serviam de pensões ou alojamentos. A maioria situava-se em Great Malvern, o centro da cidade, enquanto outras ficavam nos assentamentos em torno de Malvern Wells, Malvern Link, North Malvern e West Malvern.
A rainha Adelaide visitou St. Anne's Well, em setembro. "Ao longo da década de 1840 e 1850 Malvern atraiu um fluxo de visitantes célebres, incluindo da realeza." Entre os pacientes estavam: Charles Darwin, Catherine, esposa de Charles Dickens, Thomas Carlyle, Florence Nightingale, Lorde Lytton, Lorde Tennyson e Samuel Wilberforce. Os hidroterapeutas sofreram duras críticas de Sir Charles Hastings (um dos fundadores da British Medical Association) e de outros médicos.
A extensão da ferrovia de Worcester até Malvern Link foi concluída em 25 de maio de 1859. No ano seguinte, "Além de visitantes da classe média ... a ferrovia trouxe também excursionistas da classe operária de Black Country com consequências dramáticas ... no Pentecostes ... 10.000 vieram de Black Country para as estações recém-inauguradas em Great Malvern e Malvern Wells. Durante os meses de junho a setembro, as viagens diárias eram frequentes, fazendo com que a cidade ficasse lotada com as mais curiosas espécies de excursões de lojistas e artesãos britânicos".
Após a recém-descoberta fama de Malvern como um spa e uma área de belezas naturais, e de explorar plenamente as suas novas ligações ferroviárias, as fábricas da distante Manchester organizavam excursões diárias para seus empregados, muitas vezes atraindo mais de 5000 visitantes por dia. Em 1865, uma reunião pública de moradores denunciou o aumento do preço das passagens ferroviárias - até então o dobro das de outras linhas - que exploravam a indústria do turismo, e exigiu uma limitação para o número de trens de excursão. A chegada da estrada de ferro também permitiu a entrega de carvão em grandes quantidades, o que acelerou a popularidade da área como um resort de inverno.
A edição de 1887 do guia turístico alemão Baedeker inclui Malvern em um itinerário Londres-Worcester-Hereford e a descreve como "uma estância para o tratamento da saúde, famosa pelo seu ar revigorante e paisagem agradável" e "um grande centro educacional", com cinco hotéis que são "bem recomendados", um hotel comercial, pensões e jardins, e muitos locais para passeios a pé, de pôneis, ou de carroças. Outras descrições das diversões mencionam bandas, quadrilhas, jogos de críquete (moradores vs visitantes) e salas de bilhar. A Duquesa de Teck ficou, com a sua filha Maria (mais tarde rainha consorte de Jorge V), em Malvern no outono de 1891, acompanhadas de Lady Eva Greville, e do Duque de Teck. A duquesa ficou "imensamente encantada com Malvern e seus arredores" e, com o Duque, visitou Malvern College. A duquesa retornou para inaugurar as novas instalações de tratamento de águas em Camp Hill, em 1895. Em 1897, o pintor Edward Burne-Jones chegou a Malvern para usufruir do "ar revigorante", por recomendação de seu médico, mas permaneceu em seu hotel por uma semana. Aos sete anos de idade Franklin D. Roosevelt visitou Malvern em 1889, durante uma viagem à Europa com seus pais.
Temendo que Malvern se tornasse a "Metrópole de Hidroterapia", uma Lei de Malvern Hills foi assegurada no parlamento em 1884 e mais tarde outras leis autorizaram os conservadores a adquirirem terras para impedir um maior avanço em áreas comuns e em 1925 eles tinham comprado a maior parte das propriedades desabitadas.
No final do século XIX, a popularidade da hidroterapia tinha diminuído na medida em que muitos hotéis já estavam sendo convertidos em colégios particulares e casas de repouso, e a educação se tornou a base da economia de Malvern. Em 1865, a cidade já contava com dezessete  escolas particulares, aumentando para vinte e cinco em 1885. A área estava bem adaptada para as escolas, devido às suas atrativas instalações e acesso por via férrea. As crianças podiam viajar desacompanhadas com seus troncos ferroviários para suas escolas, perto da estação de embarque em Great Malvern, Malvern Wells, e Malvern Link. O colégio para meninas Malvern St James, em um antigo hotel bem em frente à estação ferroviária de Great Malvern, tinha um túnel (agora em ruínas), que fazia ligação com o porão do prédio, que é claramente visível a partir de ambas as plataformas da estação.

### Século XX
Malvern começou a se transformar em uma cidade moderna no início de 1900, com uma forte presença agrícola. A modernização continuou, e os anos da Segunda Guerra Mundial transformaram a população e suas atividades, estabelecendo a cidade como um centro de pesquisa científica.:230

## Administração

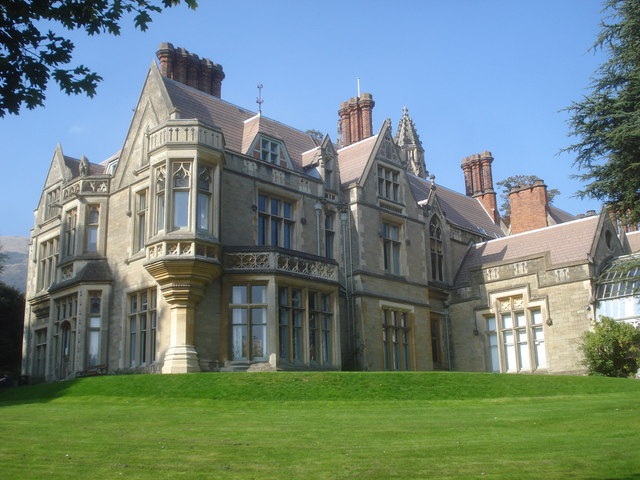
Prefeitura de Malvern (construída em 1874), vista a partir do Priory Park.

Malvern é uma cidade e paróquia civil administrada com o menor nível de governo local pelo Conselho Municipal de Malvern, parte do Distrito de Malvern Hills do condado de Worcestershire, compreendendo 54 paróquias civis e 21 conselhos eleitorais wards. O atual Conselho Municipal de Malvern foi criado em 1996 como uma autoridade autônoma local, sob a Lei do governo local de 1972 e outros atos de Parlamento. Os limites do ward foram redefinidos a partir dos wards do antigo Malvern Urban District Council (1900–1974). Através das muitas mudanças na infraestrutura do governo local desde o início do século XX, a importância e distinção por fronteiras locais das zonas históricas de Great Malvern, Malvern Link, North Malvern, Cowleigh, e outros bairros, foram perdidos.
A paróquia original de Great Malvern incluía o hamlet de Guarlford e a chapelry de Newland, e se estendia desde o rio Severn de leste a oeste das  Malvern Hills. Guarlford tornou-se uma paróquia civil, separando-se em 1894 quando, sob a Lei do governo local de 1894, os conselhos distritos urbanos foram criados para Malvern e Malvern Link. A paróquia de Guarlford ficou com boa parte do leste de Malvern, incluindo partes de Great Malvern, Pickersleigh, Poolbrook, Barnards Green, Hall Green e Sherrards Green. Em 1900, no entanto, os distritos urbanos de Malvern e Malvern Link se fundiram, absorvendo parte das paróquias vizinhas para criar uma cidade de seis wards sob a administração do Malvern Urban District Council.:197 Em 1934, os limites territoriais mudaram novamente, e aquelas áreas ficaram sob o controle do conselho de Malvern.
Os moradores da Cidade de Malvern nos seis wards eleitorais do Conselho da Cidade de Malvern são representados por vinte membros eleitos. O conselho é apoiado por uma equipe de executivos seniores que inclui um Town Clerk, um Deputy Town Clerk, um PA para o Town Clerk e Chairman, um Operations and Events Officer, um Finance Officer, dois Operations Managers, um Operations Supervisor, e oito Grounds Maintenance Operatives. As wards são baseadas na distribuição da população e geralmente ignoram os nomes dos bairros e subúrbios que eles contêm, e usam nomes emprestados:
- Chase, cobrindo Barnards Green, a extensa propriedade do Ministério da Defesa ocupada pela QinetiQ, o campus da Escola Chase, a aldeia de Poolbrook, e a grande área rural comum a sudeste de Poolbrook e Malvern.
- Dyson Perrins, a parte norte de Malvern adjacente a Link com o campus dsa Escola Dyson Perrins e a antiga MoD DERA North Site, e os extintos hamlets de Interfield, Halfkey, e Upper Howsel.
- Link, que cobre a maior parte da área ao norte de Link Common entre Link Top e Newland, e Upper e Lower Howsel.
- North Malvern, (mencionado como 'West' em mapas ONC), uma área entre Link Top (Link) e a paróquia civil de West Malvern, que inclui a antiga aldeia de Cowleigh.
- Pickersleigh, que inclui a parte da antiga divisa de Great Malvern a leste da ferrovia entre Barnards Green e Malvern Link até Madresfield, os extintos hamlets de Hall Green e Sherrards Green, e parte de Barnards Green.
- Priory, que inclui o centro da cidade e áreas a oeste da ferrovia entre o North Malvern, e a paróquia civil de Malvern Wells.[62]

## Geografia

### Área Central

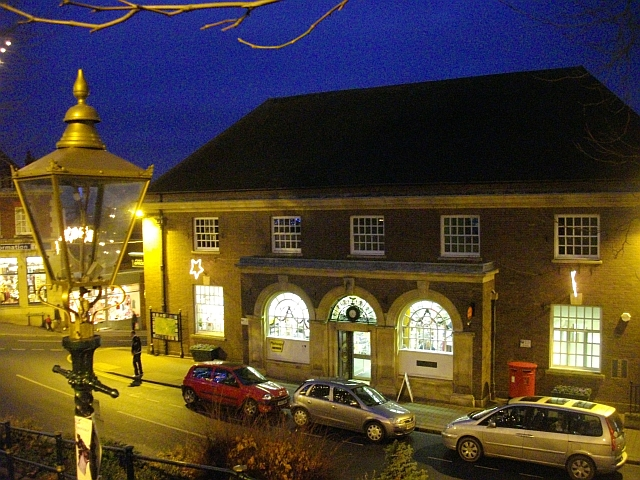
Correios de Malvern, centro da cidade.

A região central da cidade é composta por duas ruas principais perpendiculares entre si: as íngremes Church Street e Bellevue Terrace, uma relativamente plana extensão norte-sul da rodovia A449, que forma a extremidade ocidental de Malvern, ao longo do flanco das colinas. No coração da cidade fica uma estátua do compositor Edward Elgar, enquanto outras estátuas são dedicadas às águas de Malvern. Entre as muitas lojas existem dois grandes e modernos supermercados, os dois em Edith Walk. Antigamente era uma estrada íngreme e inacabada que servia às entradas traseiras das lojas na Church Street. A maioria das lojas tradicionais da rua, tais como açougue, padaria, loja de conveniência, etc, agora são lojas de alimentos naturais, lojas de arte e artesanato, lojas de sociedades de caridade, firmas de advocacia e agentes imobiliários. Na linha férrea, entre Worcester e Hereford, fica a estação de Great Malvern, um exemplo listado de arquitetura vitoriana ferroviária clássica perto do antigo Hotel Imperial construído pelo mesmo arquiteto, E. W. Elmslie.

### Subúrbios e bairros

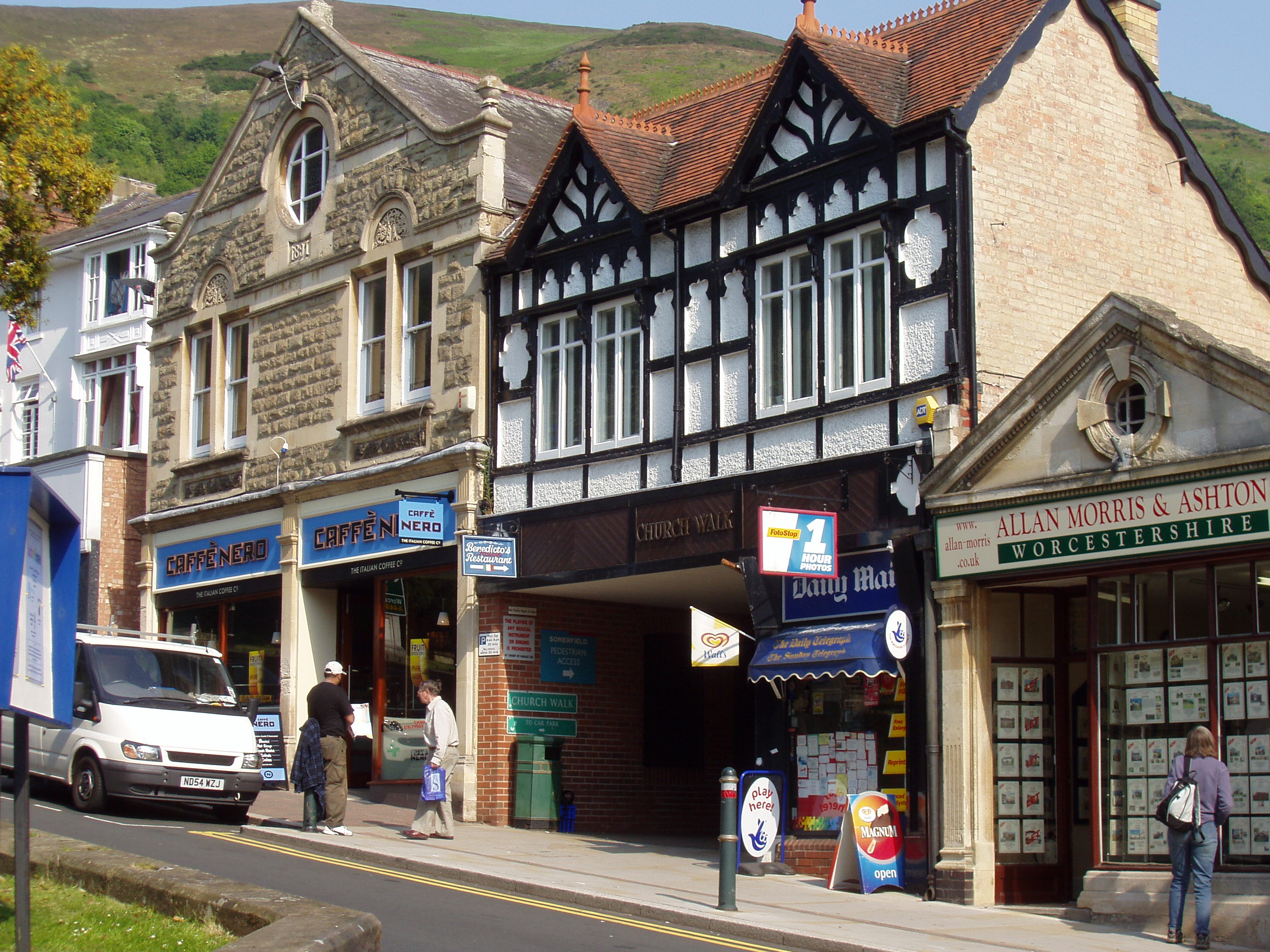
Detalhe dos prédios e lojas na Church Street, Great Malvern.

A rápida urbanização de Malvern durante a segunda metade do século XIX ocorreu na direção leste e norte de Great Malvern, o tradicional centro da cidade localizado no flanco íngreme da Worcestershire Beacon, e envolveu as mansões e as fazendas da área contígua. Foram, muitas vezes, as fazendas, tais como Pickersleigh, perto de Great Malvern, e Howsels em Malvern Link, que se fundiram com Great Malvern em 1900, que deram seus nomes a muitos dos novos bairros. A aglomeração urbana continuou a se espalhar, e em meados do século XX tinha atingido as paróquias suburbanas de West Malvern, Malvern Wells, Newland, Madresfield, e Guarlford.

### Clima
Malvern situa-se na planície do Baixo Severn/Avon permitindo-lhe certo grau de proteção em virtude de sua localização entre os montes Cotswold a leste, os Welsh Hills e Mountains a oeste, e o planalto de Birmingham ao norte. Embora, como em todas as Ilhas Britânicas, ela tenha um clima marítimo, a topografia local pode fazer com que o calor no verão torne-se mais intenso devido ao efeito foehn gerado pelas colinas circundantes. O registro máximo foi de 35,8° C em agosto de 1990. Tipicamente 17,3 dias do ano atingem 25,1° C ou superior e o dia mais quente deve chegar a 29,8° C de acordo com o período observado de 1971-2000.
Podem ocorrer também inversões de temperatura no inverno, chegando a atingir mínimas muito baixas. Porém, em média, a região é uma das áreas não litorâneas mais quentes do Reino Unido. De fato, apesar das notáveis baixas temperaturas (várias estações meteorológicas das proximidades registrando mínimas abaixo de -20° C no passado) a média anual dura apenas 33 dias por ano (1971-2000), na verdade menor do que a registrada nas estações localizadas em áreas mais urbanizadas, tais como no aeroporto londrino de Heathrow. Uma temperatura de -19,5° C foi recentemente registrada durante o frio recorde do mês de dezembro de 2010. Anterior a esta as noites mais frias foram registradas no inverno de 1981/82; -18,1°C em dezembro de 1981, -18,0°C em janeiro de 1982.
O ano mais ensolarado foi o de 2003, quando 1776 horas de sol foram registradas. A média de chuva é de aproximadamente 750mm por ano, com mais de 1mm sendo registrado em 123 dias do ano. A queda de neve é muito variável. Quando os sistemas de baixa pressão no inverno deslocam-se de sudoeste para nordeste, a área de Malvern localizada no flanco norte, muitas vezes recebe uma forte nevasca, enquanto que as áreas mais ao sul e leste recebem chuva ou nenhuma precipitação. Porém, quando a neve chega por meio de aguaceiros convectivos trazidos por ventos vindos do norte, noroeste ou nordeste, a área tende a ser uma das partes menos atingidas pela neve no Reino Unido, devido à sua proteção natural.
| Dados climatológicos para Malvern, elevação 62m, 1971-2000, luz solar 1961-1990 | Dados climatológicos para Malvern, elevação 62m, 1971-2000, luz solar 1961-1990 | Dados climatológicos para Malvern, elevação 62m, 1971-2000, luz solar 1961-1990 | Dados climatológicos para Malvern, elevação 62m, 1971-2000, luz solar 1961-1990 | Dados climatológicos para Malvern, elevação 62m, 1971-2000, luz solar 1961-1990 | Dados climatológicos para Malvern, elevação 62m, 1971-2000, luz solar 1961-1990 | Dados climatológicos para Malvern, elevação 62m, 1971-2000, luz solar 1961-1990 | Dados climatológicos para Malvern, elevação 62m, 1971-2000, luz solar 1961-1990 | Dados climatológicos para Malvern, elevação 62m, 1971-2000, luz solar 1961-1990 | Dados climatológicos para Malvern, elevação 62m, 1971-2000, luz solar 1961-1990 | Dados climatológicos para Malvern, elevação 62m, 1971-2000, luz solar 1961-1990 | Dados climatológicos para Malvern, elevação 62m, 1971-2000, luz solar 1961-1990 | Dados climatológicos para Malvern, elevação 62m, 1971-2000, luz solar 1961-1990 | Dados climatológicos para Malvern, elevação 62m, 1971-2000, luz solar 1961-1990 |
| Mês                                                                             | Jan                                                                             | Fev                                                                             | Mar                                                                             | Abr                                                                             | Mai                                                                             | Jun                                                                             | Jul                                                                             | Ago                                                                             | Set                                                                             | Out                                                                             | Nov                                                                             | Dez                                                                             | Ano                                                                             |
| ------------------------------------------------------------------------------- | ------------------------------------------------------------------------------- | ------------------------------------------------------------------------------- | ------------------------------------------------------------------------------- | ------------------------------------------------------------------------------- | ------------------------------------------------------------------------------- | ------------------------------------------------------------------------------- | ------------------------------------------------------------------------------- | ------------------------------------------------------------------------------- | ------------------------------------------------------------------------------- | ------------------------------------------------------------------------------- | ------------------------------------------------------------------------------- | ------------------------------------------------------------------------------- | ------------------------------------------------------------------------------- |
| Temperatura máxima média (°C)                                                   | 7,3                                                                             | 7,8                                                                             | 10,5                                                                            | 13,2                                                                            | 17,1                                                                            | 19,8                                                                            | 22,4                                                                            | 21,8                                                                            | 18,4                                                                            | 14,2                                                                            | 10,1                                                                            | 8,1                                                                             | 14,3                                                                            |
| Temperatura mínima média (°C)                                                   | 1,9                                                                             | 1,8                                                                             | 3,5                                                                             | 4,9                                                                             | 7,6                                                                             | 10,5                                                                            | 12,8                                                                            | 12,5                                                                            | 10,3                                                                            | 7,3                                                                             | 4,2                                                                             | 2,7                                                                             | 6,7                                                                             |
| Precipitação (mm)                                                               | 74,95                                                                           | 55,33                                                                           | 55,54                                                                           | 54,51                                                                           | 52,59                                                                           | 60,20                                                                           | 43,26                                                                           | 60,07                                                                           | 68,94                                                                           | 68,74                                                                           | 65,76                                                                           | 79,09                                                                           | 738,99                                                                          |
| Dias de sol                                                                     | 50                                                                              | 61                                                                              | 107                                                                             | 139                                                                             | 178                                                                             | 185                                                                             | 191                                                                             | 173                                                                             | 134                                                                             | 91                                                                              | 62                                                                              | 45                                                                              | 1 416                                                                           |
| Fonte: KNMI                                                                     |                                                                                 |                                                                                 |                                                                                 |                                                                                 |                                                                                 |                                                                                 |                                                                                 |                                                                                 |                                                                                 |                                                                                 |                                                                                 |                                                                                 |                                                                                 |

## Demografia
Por ocasião do censo de 2001, Malvern tinha uma população total de 28.749 habitantes. Para efeito dos registros estatísticos o Office for National Statistics agrupou a população do ward de North Malvern, da paróquia civil de Malvern, com a da paróquia civil de West Malvern. Para cada 100 mulheres, havia 91,7 homens. O tamanho médio das famílias era de 2,4 pessoas. Daqueles com idades entre 16 e 74 anos em Malvern, 48,1% não tinham qualificações acadêmicas ou um Certificado Geral de Educação Secundária (GCSE), acima dos valores para todo o  distrito do governo local de Malvern Hills (39,7%) e Inglaterra (45,5%). Segundo o censo, 2,3% estavam desempregados e 35,0% eram economicamente inativos.  19,7% da população estavam abaixo da idade de 16 anos e 11,5% com 75 anos ou mais; a idade média das pessoas da paróquia civil era de 41,5 anos. 66,8% dos habitantes descreveram sua saúde como "boa", semelhante à média de 69,1% para todo o distrito.

### Crescimento populacional

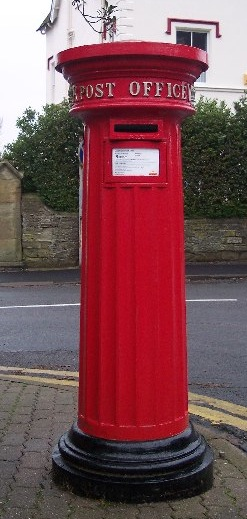
Caixa de correio vitoriana, na esquina da Priory Road & Orchard Road, Malvern.

A área permaneceu uma aldeia e um aglomerado de mansões e fazendas até "a água" de Malvern tornar-se popularizada pelo Dr. Wall em 1756. Até a década de 1820, foram inaugurados os Baths e o Pump Room; em 1842 os doutores James Wilson e James Manby Gully abriram estabelecimentos de cura através da água no centro da cidade. Em meados do século XIX, com a chegada da ferrovia, floresceram as casas de banho e outros estabelecimentos voltados ao turismo de saúde. No início do século XX Malvern havia se transformado de uma pequena aldeia centrada ao redor de seu priorado para uma cidade com muitos grandes hotéis e villas rurais de arquitetura vitoriana e eduardiana.
Malvern experimentou um crescimento populacional ainda em 1942, quando a Telecommunications Research Establishment (TRE) mudou-se para Malvern levando cerca de 2.000 funcionários para a área, aumentando para cerca de 3.500 funcionários em 1945. No início da década de 1950, vários grandes empreendimentos habitacionais foram construídos em Malvern para fornecer acomodações para os funcionários e suas famílias. Uma proporção significativa da população atual de Malvern são atuais e ex-funcionários da instalação (atualmente chamada de QinetiQ), e seu anteriormente agregado contingente militar da Royal Electrical and Mechanical Engineers (REME) e outras unidades das três forças armadas.
Malvern já havia se expandido em direção à vizinha cidade de Worcester, e as novas autoestradas construídas no início da década de 1960 facilitaram o acesso por automóvel às indústrias das Midlands. Com este desenvolvimento, veio a construção de grandes conjuntos habitacionais particulares. A cidade continuou a crescer e os terrenos de fazendas, especialmente na área de Malvern Link entre as aldeias de Guarlford e Newland, cederam lugar a projetos habitacionais criando novas comunidades e subúrbios.
| Ano | População            | Notas |
| --- | -------------------- | --- |
| Devido à frequente fusão de paróquias e as mudanças nas divisas, os números precisos, baseados em áreas específicas não estão disponíveis. |                      | |
| 1563 | 105 famílias         | Provavelmente o que é agora a área central da cidade com as fazendas próximas e casas senhoriais.                 |
| 1741 | tinha sessenta casas | Provavelmente o que é agora a área central da cidade.                                                             |
| 1801 | 819                  | Retirado de British spas from 1815 to the present                                                                 |
| 1819 | 2.768                | censo de 1819 – provavelmente o que é agora a área central da cidade.                                             |
| 1851 | 3.771                | Provavelmente incluindo as antigas paróquias eclesiásticas de Guarlford e Newland, e o assentamento de Poolbrook. |
| 1861 | 6.049                | Retirado de A History of Malvern:230                                                                              |
| 1871 | 7.605                | |
| 1881 | 13.216               | Retirado de A History of Malvern:230                                                                              |
| 1911 | 16.514               | Reflete a fusão de 1900 dos conselhos distritais urbanos de Malvern e Malvern Link.                               |
| 2001 | 28.749               | Inclui os seis wards cobertos pela atual paróquia civil de Town Council.                                          |

## Economia

### Pesquisa e desenvolvimento

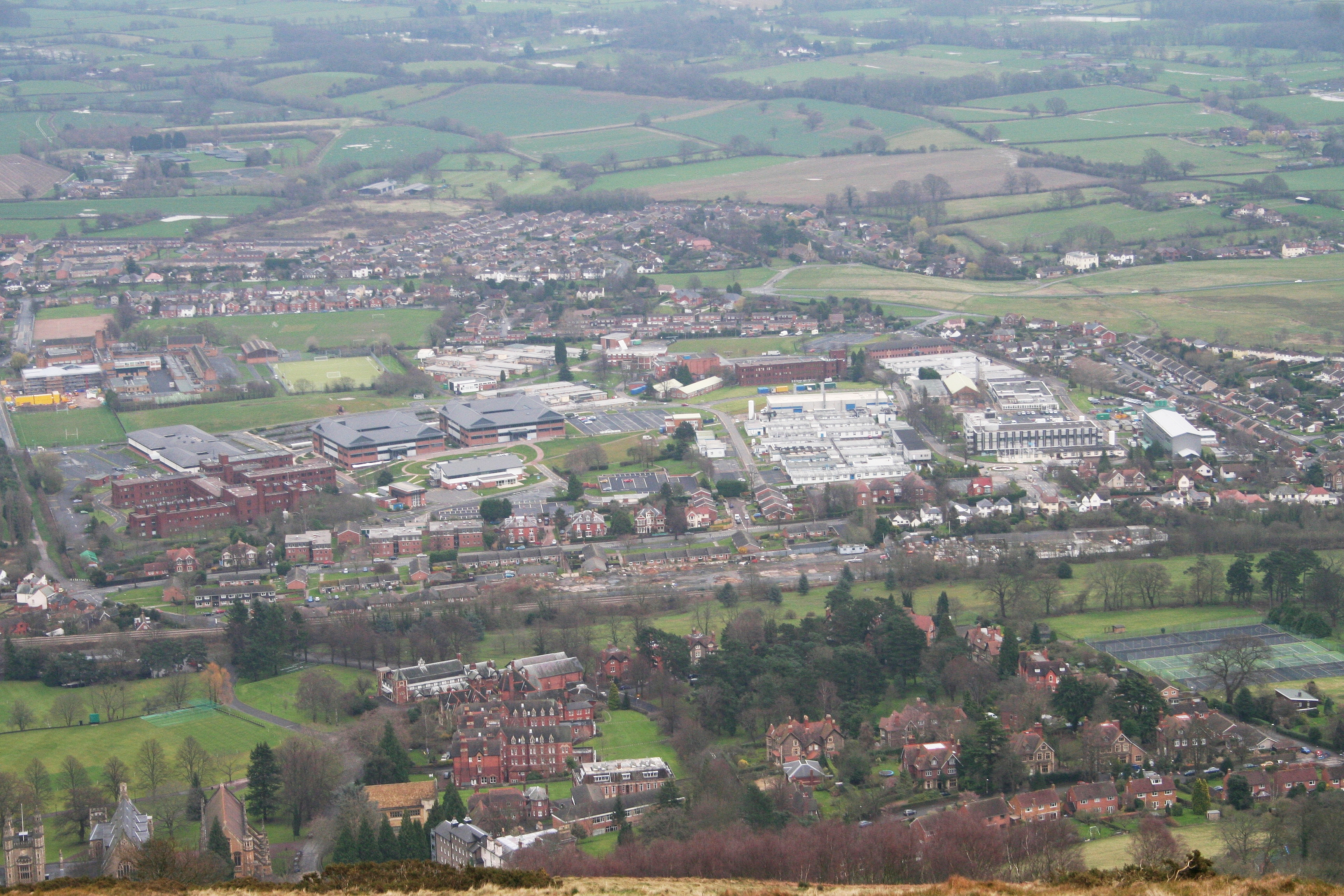
A vista a partir das colinas, das instalações da QinetiQ. O campus do Malvern College em primeiro plano, e a vila de Poolbrook ao fundo.

Desde 1942 a pesquisa e o desenvolvimento nos campos da Física e Eletrônica têm sido a principal fonte de emprego em Malvern. Quando, durante a Segunda Guerra Mundial o Telecommunications Research Establishment (TRE) transferiu-se de Worth Matravers, na costa sul, para um local mais seguro da ação inimiga. Sua equipe trabalhou no radar de bordo e outros recursos eletrônicos de guerra para a Força Aérea Real (RAF). A Radar Research and Development Establishment (RRDE),  que trabalhava no radar antiaeronaves e holofotes para o Exército, foi transferida para Malvern, na mesma época. Inicialmente, o TRE instalou-se no Malvern College. O TRE e o RRDE fundiram-se em 1953 para formar o Radar Research Establishment (RRE), que mais tarde foi renomeado para Royal Radar Establishment (também RRE), em 1955 . As mudanças de nome ainda ocorreram de acordo com mudanças no foco operacional até 2001, quando as instalações foram parcialmente transferidas do poder público para a iniciativa privada e tornou-se a QinetiQ. Uma pequena parte foi mantida pelo Ministério da Defesa para e se tornou o Defence Science and Technology Laboratory (Dstl). A filial da Dstl em Malvern foi fechada e seu contingente transferido para outros locais da Dstl.

### Indústrias
A maioria das indústrias de produção e de serviços de Malvern está agrupada nas adjacentes áreas comerciais da Spring Lane Industrial Estate, que foi criada na década de 1960 e do Enigma Business Park, iniciado na década de 1990. Automóveis são montados em Malvern desde 1910 pela Morgan Motor Company, uma das mais antigas montadoras particulares de produção em série existentes no mundo. O Morgan Motor Car é um tradicional roadster esportivo e que ao longo dos anos tornou-se um veículo 'cult', exportado para o mundo inteiro a partir da fábrica em Malvern Link. Tubos de ensaio especiais e lâminas para microscópios são produzidos por Chance Brothers em sua fábrica em Malvern ao lado das instalações da Morgan Motor. Órgãos de tubos são fabricados em Malvern desde que a Nicholson Organs foi fundada por John Nicholson em 1841. Os órgãos Nicholson podem ser encontrados nas catedrais de Gloucester e Portsmouth, e no Grande Priorado de Malvern.

### Agricultura e horticultura
Malvern é um centro agrícola. Os 280.000 m2 da Three Counties Showground, operada pela Three Counties Agricultural Society, está localizada a poucos quilômetros ao sul de Malvern na estrada para Upton-upon-Severn. Ela tem sido palco para o Three Counties Show, realizado anualmente em junho, por mais de 50 anos. Representando os condados de Worcestershire, Herefordshire e Gloucestershire, está entre as feiras agrícolas mais importantes do país, e remonta até 1797. Ela atrai uma média de 93.000 visitantes de todas as partes do país durante o evento de três dias, e com cerca de 600 estandes de venda e exposições que quase duplicam o número da população local. O evento abre também a temporada de horticultura a cada ano por sediar o Spring Gardening Show da Royal Horticultural Society, seguido de muitos outros eventos durante todo o ano, incluindo outras feiras regulares de jardinagem. Os especialistas em Lobelia, William Crump e o Doutor Brent Elliott trabalharam em Malvern e foram agraciados com a Medalha de Honra Vitória da Royal Horticultural Society. A Rosa Chá foi nomeada pela produtora de rosas de Malvern, a senhora  Foley Hobbs em 1910 (ver página 119 do trabalho citado).

## Cultura

### Arquitetura

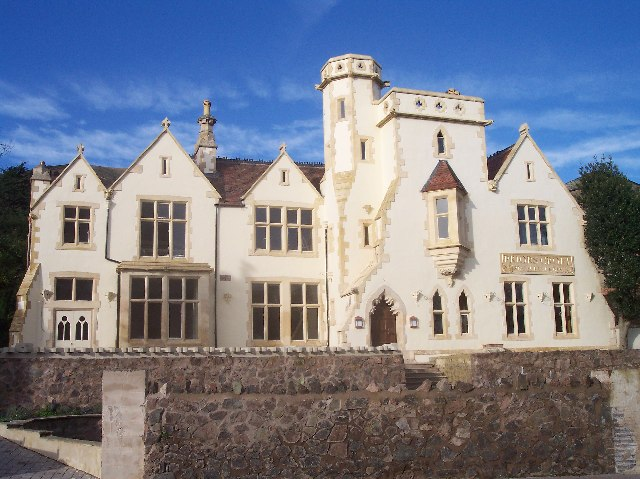
Prior's Croft, Grange Road (arquitetura vitoriana gótica)

O centro da cidade e seus arredores contêm muitos exemplos de villas e hotéis com estilos arquitetônicos da regência, vitorianos e eduardianos. Muitas das casas foram construídas durante a Revolução Industrial, e os anos do boom Malvern como uma estância termal, por famílias ricas da área próxima de Birmingham. Após o colapso da indústria de spa, muitos dos hotéis e villas tornaram-se escolas, e alguns foram posteriormente convertidos em prédios de apartamentos, enquanto alguns dos hotéis menores são agora casas de repouso. O Imperial Hotel, em tijolo vermelho com acabamentos de pedra, que mais tarde tornou-se uma escola, é um dos maiores edifícios em Malvern. Foi construído em 1860 pelo arquiteto E. W. Elmslie que também projetou a estação ferroviária de Great Malvern, e a Council House no local onde ficava a casa original do Dr. Gully. A Grove, na Avenue Road em 1867, originalmente servia como sua residência privada, em 1927 passou a fazer parte da Escola Lawnside para as meninas, e em 1860 o Whitbourne Hall, uma construção listada no Grau II*, em Herefordshire. O Imperial foi o primeiro hotel a ser iluminado a gás incandescente. Foi equipado com todos os tipos de banhos, e a água salina era trazida especialmente por via férrea de Droitwich.
Muito da arquitetura e estatuária do centro da cidade é dedicado à água de Malvern, incluindo a St. Ann's Well, que está alojada num edifício que data de 1813.:124

### Música
Sir Edward Elgar, compositor britânico e Master of the King's Music, viveu boa parte de sua vida ao redor de Malvern e está enterrado no cemitério de Little Malvern. Sua Marcha de Pompa e Circunstância No. 1, composta em 1901 e para a qual as palavras de Land of Hope and Glory foram mais tarde colocadas, foi pela primeira vez apresentada na Wyche School ao lado da igreja na presença de Elgar.  Um grupo de esculturas da artista Rose Garrard que compõem a Enigma Fountain juntamente com uma estátua de Elgar olhando para Great Malvern está situado em Belle Vue Terrace, na área central da cidade. O Elgar Route, um roteiro turístico de 64 km passando por alguns marcos fundamentais da vida de Elgar, passa por Malvern. O Malvern Concert Club, fundado em 1903 por Elgar, é uma das mais antigas associações de concertos do país. Seus concertos são realizados no Forum Theatre, Malvern Theatres, e o foco de seus programas está no renascimento, barroco, na música clássica, romântica e contemporânea. Em 2011 Michael Kennedy foi nomeado seu presidente.
A Chandos Symphony Orchestra é uma das principais orquestras amadoras de West Midlands. Com sede em Malvern, sob a direção profissional de Michael com mais de cem músicos, a orquestra é especializada em apresentações de grandes obras dos séculos XIX e XX. O Autumn in Malvern Festival é um evento anual com performances de artistas de renome da música, poesia, escritores e cineastas, realizado em outubro de cada ano. A Colwell e outras bandas de música do início do século faziam parte da música da cidade. A cantora de ópera Jenny Lind viveu e morreu em Malvern, e está sepultada no cemitério de Great Malvern. O violinista britânico Nigel Kennedy tem uma casa em Malvern. Julius Harrison (1885-1963), foi contemporâneo de Elgar, e Professor de Composição na Royal Academy of Music. Foi diretor musical no Malvern College e diretor dos primeiros Elgar Festivals em Malvern. Morou na Pickersleigh Road na maior parte da década de 1940.

### Teatro
Os Malvern Theatres, abrigados no complexo Winter Gardens no centro da cidade, é um dos principais centros provinciais para as artes. O primeiro Malvern Drama Festival, que ocorreu em 1929, foi dedicado a Bernard Shaw e planejado por Sir Barry Jackson. Muitas estreias de obras de dramaturgos famosos tiveram suas primeiras apresentações em Malvern, incluindo cinco de Shaw e a estreia inglesa de 1929 de sua peça The Apple Cart, e da estreia mundial de Geneva em 1938. Em 1956 Malvern realizou a semana do centenário de Shaw. Em fevereiro de 1965 um Malvern Festival Theatre Trust foi criado, e remodelações foram feitas. J. B. Priestley presidiu a cerimônia de abertura da primeira temporada de verão. Em 1998, um adicional de £7.200.000 para a  reformulação e renovação ocorreu com a ajuda de contribuições do Fundo Nacional de Distribuição da Loteria (NLDF), administrado pelo departamento do governo para a Cultura, Mídia e Desporto.
The Theatre of Small Convenience entrou para o Guinness World Records em 2002 como o menor teatro do mundo. Instalado em um antigo banheiro público vitoriano no centro da cidade em Edith Walk, o teatro tinha capacidade para 12 pessoas. Antes de fechar, em 2017, o teatro organizava regularmente teatro de fantoches, atores profissionais e amadores, teatro, poesia, leitura de histórias e ópera.

### Literatura
O famoso poema do século XIV, The Visions of Piers Plowman (1362), de William Langland foi inspirado nas Malvern Hills e a primeira alusão poética a elas ocorre no poema And on a Maye mornynge on Malverne hylles. Langland, o reputado escritor, foi provavelmente educado no priorado de Great Malvern. Várias estradas e edifícios em Malvern recebem o seu nome.
Malvern fez parte dos escritos e das vidas de vários poetas dos séculos XVII ao XIX. Entre eles estão:
Michael Drayton: "Enquanto Malvern, rei das colinas, avista do alto o Severn", (Poly-Olbion, 1613, canção 7),
John Dyer: "Nas escarpas azuis da distante muralha de Malvern" (The Fleece, 1757, sobre a criação de ovinos),
Thomas Warton: "Pode-se obter o poder da cura escolhendo a fonte/ Nos ... vastos montes de Malvern", (1790, Ode on his Majesty's birthday),
Thomas Gray visitou em 1770 durante suas últimas viagens,
Joseph Cottle: "Como eu subir ... Uma massa de glória ... Uma visão de fadas!" (The Hills Malvern, 1798),
William Wordsworth: os sinos da igreja tão altos como "o topo nublado de Malvern" (1835, St. Catherine of Ledbury),
Patrick Tytler morreu em Great Malvern, em 1849,
Lorde Macaulay: "Até os doze encantados condados viram o incêndio, na altura solitária de Malvern" (The Armada).
Clive Staples Lewis e J. R. R. Tolkien estão entre os autores que têm frequentado Malvern. A lenda afirma que, depois de beberem em um bar de  Malvern, em uma noite de inverno, estavam indo para casa quando começou a nevar. Viram uma lâmpada do poste de iluminação brilhando através da neve e Lewis se voltou para seus amigos e disse "que iria fazer uma linha de abertura muito agradável para um livro". O romance O Leão, a Feiticeira e o Guarda-Roupa de Lewis, usou mais tarde aquela imagem quando os personagens entram no reino de Nárnia. J. R. R. Tolkien encontrou inspiração na paisagem de Malvern. Foi apresentado à área por Clive Staples Lewis, que o trouxe até a cidade para conhecer George Sayer, o Chefe de Inglês no Malvern College. Sayer foi aluno de Lewis, e se tornou seu biógrafo, e junto com eles Tolkien passearia pelas Malvern Hills. Trechos de O Hobbit e O Senhor dos Anéis foram gravados em Malvern em 1952, na casa de George Sayer. As gravações foram posteriormente passadas para discos de vinil. No encarte para J.R.R Tolkien Reads and Sings his The Hobbit & The Fellowship of the Rings, George Sayer escreveu que Tolkien iria reviver o livro enquanto caminhavam e comparou partes das Malvern Hills com as Montanhas Brancas de Gondor.
O poeta W. H. Auden ensinou por três anos na década de 1930 em The Downs School, nas Malvern Hills. Ele escreveu muitos poemas lá, incluindo: This Lunar Beauty; Let Your Sleeping Head; My Love, Fish in the Unruffled Lakes; e Out on the Lawn I Lie in Bed. Escreveu também o longo poema sobre as colinas e suas vistas, chamado simplesmente de The Malverns.

### Arte

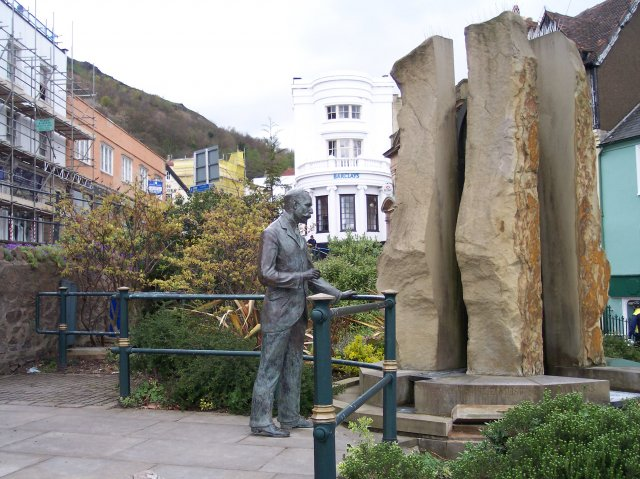
A Enigma Fountain e a estátua de Edward Elgar, um grupo de esculturas da artista Rose Garrard localizado no Belle Vue Terrace.

As obras de arte em Malvern incluem fontes, estátuas e bicas de água de Malvern da escultora Rose Garrard. Entre suas esculturas estão a estátua de Sir Edward Elgar e a Enigma Fountain (inaugurada pelo príncipe Andrew, o Duque de Iorque em Belle Vue Terrace, Malvern em 26 de maio de 2000), e a bica, Malvhina, que foi inaugurada em 4 de setembro de 1998.

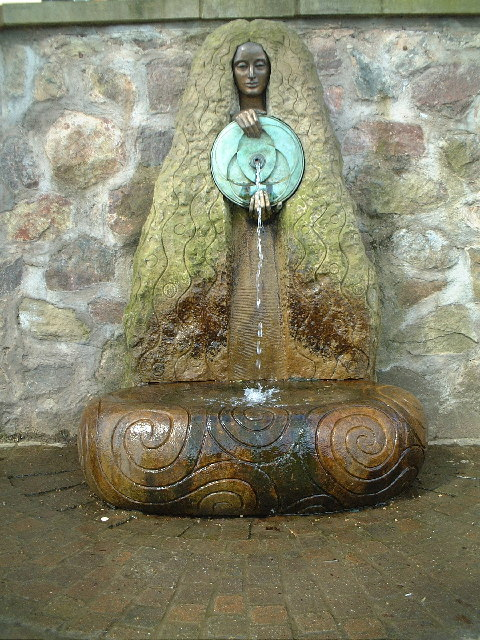
A Fonte Malvinha na área central da cidade, uma escultura da artista Rose Garrard

Outras obras de Garrard incluem: a bica Malvhina, também na Belle Vue Terrace, que foi inaugurada em 4 de setembro de 1998, e o memorial de guerra Hand of Peace, uma escultura em pedra de Portland situado em Barnards Green, um subúrbio de Malvern.
As pinturas de Malvern incluem: Little Malvern Church de Joseph Farington agora na posse da Academia Real Inglesa, e um desenho do  historiador de arte Robert Witt na coleção do Courtauld Institute, O Great Malvern Priory ... from the North East (1797), de Joseph Powell, agora na coleção Aguarelas britânicas do Victoria and Albert Museum.

### Televisão
As Malvern Hills aparecem em Elgar, um docudrama feito em 1962 pelo diretor britânico Ken Russell. Produzido para o programa de longa duração Monitor, da  BBC Television, dramatizou a vida do compositor Edward Elgar. O filme aumentou significativamente o interesse do público pelo compositor.
A paisagem de Malvern é o pano de fundo para Penda's Fen, uma peça para a televisão britânica em 1974, escrita por David Rudkin e dirigida por Alan Clarke para a série Play for Today da BBC. Ela conta a história de Stephen, filho de um vigário que tem visões de anjos, de Edward Elgar, e do Rei Penda, o último governante pagão da Inglaterra. A cena final da peça, onde o protagonista vê uma aparição da "mãe e do pai da Inglaterra" e do Rei Penda, se passa nas Malvern Hills.

### A água de Malvern

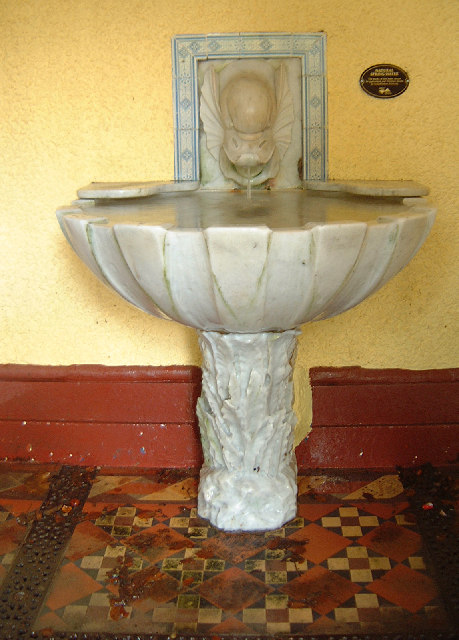
A bica St Ann's Well

A água de Malvern flui livremente de diversas fontes ou bicas em toda a área de Malvern. A manutenção destas fontes históricas é financiada por diversas organizações, incluindo a Câmara Municipal, o Heritage Lottery Fund, The Malvern Spa Association, e a Area of Outstanding Natural Beauty. A água tornou-se famosa por conter "absolutamente nada". A água foi o motivo para Malvern se tornar uma estância termal e fazer parte da cultura local e nacional desde quando a rainha Elizabeth I fez questão de bebê-la em público, no século XVI, e a rainha Vitória ter-se recusado a viajar sem ela. É também engarrafada e consumida pela rainha Elizabeth II Até novembro de 2010, quando a fábrica foi fechada devido à falta de rentabilidade, milhões de litros de água de Malvern foram anualmente engarrafadas pelas Empresas Coca-Cola sob a marca Schweppes em uma fábrica perto de Malvern e distribuída  em todo o mundo. A água de Malvern ainda está sendo engarrafada da fonte original por uma empresa familiar sob o nome de Holywell Spring Water.

## Locais de culto

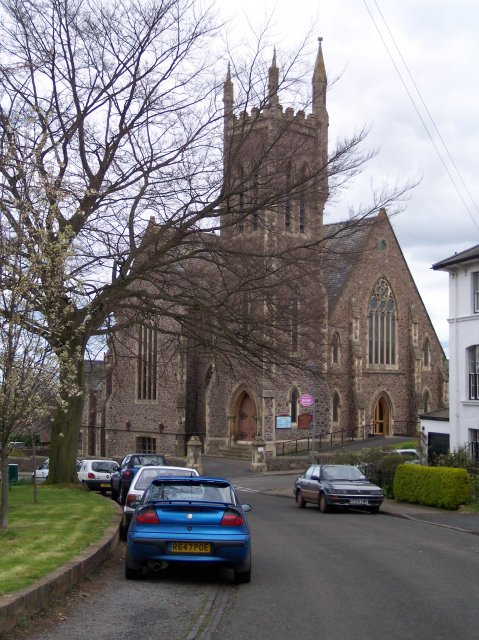
Igreja Metodista Landsdown, Great Malvern

Além do priorado do século XII, durante e logo após a expansão de Malvern ao longo da segunda metade do século XIX, mais de vinte igrejas cristãs foram construídas. Muitas delas são reproduções da arquitetura dos séculos XIII e XIV, incluindo a de St Mathias, em Malvern Link, de 1896, que tem um conjunto completo de dez sinos inaugurado em 1 de junho de 1901. Um dos edifícios mais recente é a Igreja de Santa Maria, em Sherrards Green, uma igreja moderna construída em 1960.
Nikolaus Pevsner menciona as igrejas dos séculos XIX e XX de Malvern no seu livro sobre Worcestershire: All Saints, (The Wyche), 1903, por Nevinson e Newton (ou possivelmente Troyte Griffith); St. Andrew em Poolbrook, 1885, contém uma fonte com a inscrição 1724, por Blomfield; Ascension (Leigh Sinton Road) 1903, by Sir Walter Tapper, com uma alta tela de metal por G. Bainbridge Reynolds; Christ Church (Avenue Road), 1875-6, por T.D.Barry & Sons; Chapel of the Convent of the Holy Name, (Ranelagh Road), 1893, por Comper, com teto de vagões e vitrais; St. Joseph (Newtown Road), de 1876, por T.R. Donnelly; St. Matthias (Church Road), original de Sir Giles Gilbert Scott, 1844-1846, ampliada e modificada por F.W. Hunt, 1880-81, lambris pintados e vitrais; Our Lady and St. Edmund (College Road), 1905, por P. P. Pugin; St. Peter (St. Peter's Road), 1863-6, por Street, com pavimentação de granito de Malvern; Holy Trinity, (Worcester Road), 1850-1, por S. Daukes, ampliada em 1872 pelos irmãos Haddon, com placa e vitrais; Congregational Church, (Queen's Drive), 1875, por J. Tait de Leicester; Emmanuel, (Conexão da Condessa de Huntingdon), 1874, pelos irmãos Haddon.

## Instalações de saúde
Malvern tem um hospital comunitário em Worcester Road, em Malvern Link. O hospital foi construído no terreno de uma antiga escola preparatória independente, Seaford Court, e começou a funcionar em 2010. Foi inaugurado oficialmente pela Princesa Real em março de 2011. Ele substituiu o antigo hospital comunitário em Lansdowne Crescent.
As principais instalações de saúde são fornecidas pelos hospitais em Worcester. A cidade tem sete centros de saúde, incluindo um complexo de saúde em Malvern Link e um grupo de consultórios médicos em Pickersleigh Road. Malvern também tem várias casas de repouso e enfermarias para o atendimento a idosos. A área de Malvern é abrangida pelo serviço Midlands Air Ambulance, que tem por base o local dos serviços de autoestrada Strensham desde 1991.
Malvern é servida pelo West Midlands Ambulance Service, operado pelo NHS trust. A estação de ambulâncias fica na Victoria Road, Great Malvern, perto do centro da cidade.
Outros serviços de emergência são fornecidos pela West Mercia Police, de uma estação na Victoria Road, e o Hereford and Worcester Fire and Rescue Service, que tem uma estação em Worcester Road, Malvern Link.

## Transporte
O acesso rodoviário principal para a área é fornecido pela rodovia A449 que atravessa o centro de Malvern, conectando-o a Worcester e Ledbury. A autoestrada M5 (West Bromwich, perto de Birmingham para Exeter, em Devon) é acessível nas junções 7 e 8 a leste de Malvern. A autoestrada M50 (Tewkesbury para Ross-on-Wye), também conhecida como o Ross Spur para o sul é acessada na junção 1 da rodovia A38 entre Tewkesbury e Malvern.
Duas estações de trem a aproximadamente 1,6 km de distância, em Great Malvern e Malvern Link. A Great Western Railway e a West Midlands Trains operam serviços até Hereford, Birmingham, New Street, Brighton e London Paddington.
Os serviços de ônibus de Malvern incluem várias rotas urbanas circulares ligando as principais áreas residenciais e comerciais aos shoppings de outras cidades. Outras rotas atendem às aldeias vizinhas, vilas e cidades, enquanto os serviços de ônibus diretos de longa distância conectam Malvern com outras cidades do país. Os operadores incluem Diamond Bus e First Midland Red.
Os serviços aéreos operam a partir do Aeroporto de Birmingham, a cerca de uma hora de carro nas autoestradas M5 e M42. O Aeroporto de Gloucestershire, em Staverton, no distrito de Tewkesbury, é um movimentado aeroporto de aviação geral, usado principalmente para fretamento particular e voos regulares para destinos como as ilhas de Jersey e Guernsey e Ilha de Man, para treinamento de pilotos e aeronaves de serviços de emergência.
Os serviços de táxi são fornecidos por inúmeras empresas locais.

## Educação

### Escolas primárias
O ensino elementar é fornecido por treze escolas primárias na cidade e seus subúrbios, incluindo oito anglicanas, uma católica, e quatro escolas não denominacionais.  Com exceção da Grove (1962), da Escola Primária de Poolbrook (1977), e da Northleigh (1991), que substituíram a escola Cowleigh C de E destruída por um incêndio criminoso em 1989, todas as escolas primárias de Malvern foram fundadas entre 1836 e 1916, durante e logo após o rápido desenvolvimento da cidade como uma estância termal.

### Escolas de ensino médio
The Chase Technology College em Barnards Green tem mais de 1700 alunos. É um colégio especialista em Tecnologia, Letras e Ciências sob o programa de escolas especialistas, e foi premiado com o grau de Beacon School. Na última inspeção do Office for Standards in Education, Children's Services and Skills (Ofsted) (fevereiro de 2006), a escola foi descrita como "boa com algumas características proeminentes". A média dos resultados do GCSE em 2008 foi de 382,7 com 54% dos alunos atingindo grau A*-C; a média dos resultados de nível A em 2008 foi de 735,9.
Dyson Perrins CE Sports College em Malvern Link, uma escola anglicana com quase 1000 alunos, é um especialista Sports College. Após uma inspeção crítica do Ofsted em janeiro de 2009 a escola foi colocado em medidas especiais. A média dos resultados do GCSE em 2008 foi de 344,8 com 40% dos alunos alcançando o grau A*-C; a média de resultados de  nível A em 2008 foi de 797,3.
Hanley Castle High School, com cerca de 1000 alunos, incluindo seu centro sixth form, é um especialista em Letras e foi fundada em 1326 como uma escola da capelania, e é uma das mais antigas escolas de Inglaterra. Embora localizada na aldeia de Hanley Castle, afastada cerca de 6,4 km da cidade, um grande número de seus alunos são provenientes da área de Malvern.

### Escolas independentes

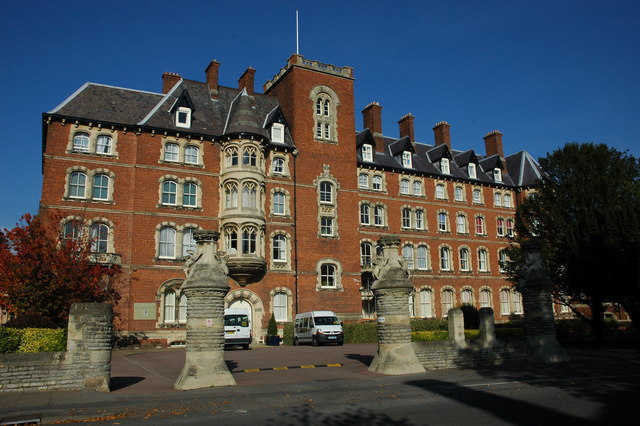
Prédio principal da escola para meninas St James em Malvern.

Duas grandes escolas 'públicas' independentes - Malvern College para meninos e Malvern St James para meninas - atualmente acompanham as fusões de muitas escolas primárias e secundárias privadas de Malvern.
Malvern College é uma escola independente mista, fundada em 1865. Até 1992, era uma escola para meninos com idades entre 13 e 18 anos. Após uma série de fusões, de 1992 a 2008, com escolas primárias privadas da área tornou-se mista, com alunos de 3 a 18 anos de idade. Entre seus ex-alunos estão dois prêmios Nobel (James Edward Meade e Francis William Aston), um medalhista de ouro nos Jogos Olímpicos (Arnold Jackson), e líderes políticos.
Malvern St James foi formada em 2006 pela fusão do Malvern Girls' College e da St. James's School, West Malvern (anteriormente St James's e The Abbey) e outras fusões com as escolas privadas ao longo dos últimos trinta anos. Agora é a última das escolas independentes para meninas na área de Malvern. O prédio principal de Malvern St James, no campus do Malvern Girls' College, é o antigo Hotel Imperial, construído na segunda metade do século XIX.
O Abbey College é um internato internacional, fornecendo educação principalmente para estudantes de outros países. Fundado em 1974, oferece preparação para ingresso na universidade para alunos de ambos os sexos com idades entre 14 e 20 anos.

### Ensino superior
O campus de Malvern do South Worcestershire College é um centro de ensino superior de cursos de formação profissional certificados pelo governo destinado a adultos e alunos acima de 14 anos. Malvern também tem uma Universidade da Terceira Idade, que foi fundada em Malvern Hills College em 1995. Sua reunião inaugural foi assistida por cerca de 150 membros do público, e até 2009 tinha mais de 70 grupos de interesse e 1.000 membros.

## Lazer

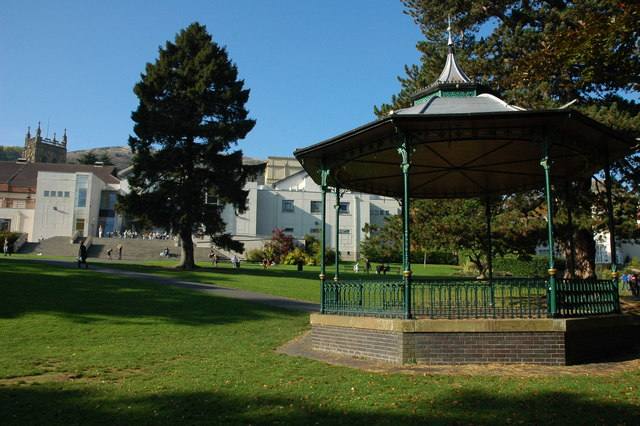
Priory Park com o complexo Malvern Theatres e a torre da Priory Church ao fundo.

O Priory Park com a sua adjacente piscina Malvern Splash e o complexo Winter Gardens ocupa uma grande área no centro da cidade. O complexo Winter Gardens abriga os Malvern Theatres, um cinema, uma sala de concertos/de festas, bares e cafeterias. Por quase meio século, o Malvern Winter Gardens tem sido também um centro de lazer e um importante local regional de concertos de música clássica e de grandes bandas de rock dos anos 60, 70 e 80. O Splash Leisure Complex, na divisa leste do Priory Park, tem uma piscina interna e um ginásio de esportes. No centro da cidade situa-se também uma biblioteca pública com acesso à internet e muitos serviços comunitários.

## Esporte
O multi-complexo desportivo Manor Park Club, perto do centro da cidade, tem instalações para esportes em sua área interna e externa como para  tênis, squash, indoor bowls, raquetes, tiro com arco e tênis de mesa. É assistido por doações de várias instâncias, incluindo do Conselho Distrital de Malvern Hills, da Loteria Sport England, e da Lawn Tennis Association. O tradicional bowls ao ar livre é jogado em um gramado do Priory Park. Outras áreas públicas, como o Victoria Park, em Malvern Link, oferecem espaço para esportes de campo e tênis. O Malvern Town F.C. tem um time de futebol que joga na West Midlands (Regional) League e que por duas vezes chegou à terceira eliminatória da Copa da Inglaterra. As Mavern Hills são locais populares de lançamento de asa-delta e parapente e Malvern tem um clube de asa-delta. O snooker é jogado no Willie Thorne Snooker Centre, em Malvern, que é o local frequentado por ex- e atuais campeões mundiais. Os jogos de cricket ocorrem no Barnards Green Cricket Club, um campo da classe profissional.

## Pessoas famosas
Além dos nascidos em Malvern, pessoas notáveis vieram à cidade para serem curadas (acima mencionado), para serem educadas ou ensinar nas muitas escolas independentes, ou para trabalharem em suas empresas e indústrias. As Hills têm inspirado poetas e romancistas.
- Thomas Attwood, economista britânico e ativista da reforma eleitoral, morreu em Malvern, em 9 de março de 1859.[171]
- Benedict Carpenter, escultor e artista, nasceu em Malvern e estudou no Malvern College.
- Anne, filha de Charles Darwin, está enterrada no cemitério de Malvern Priory.[172]
- David Davis (locutor de rádio) nasceu e cresceu em Malvern.
- Anne Diamond, jornalista e apresentadora de televisão, cresceu em Malvern.
- Edward Elgar, compositor, ensinou em Great Malvern. Elgar está sepultado em St. Wulstan, Little Malvern.
- Basil Foster (1882–1959), jogador inglês de cricket, participou de 34 partidas da primeira classe no início do século XX, nasceu em Malvern.
- Arthur Troyte Griffith, arquiteto e amigo de Elgar
- Julius Harrison (1885–1963), foi um contemporâneo de Elgar, e Professor de Composição na Royal Academy of Music. Foi diretor musical no Malvern College e diretor dos primeiros Elgar Festivals em Malvern. Viveu em Pickersleigh Road a maior parte da década de 1940.[107]
- Charles Hastings, fundador da British Medical Association, viveu seus últimos anos em Hastings House, Barnards Green.
- Graeme Hick, jogador de cricket, mora atualmente na área de Malvern, e é treinador no Malvern College.Placa azul Roosevelt, Aldwyn Tower, Malvern

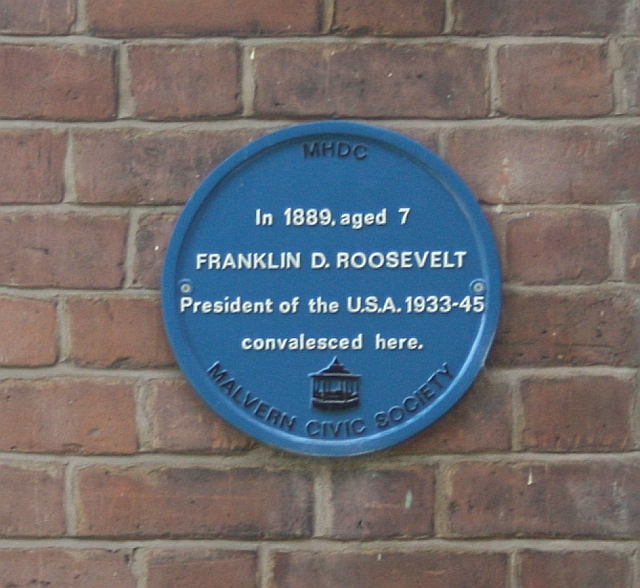
Placa azul Roosevelt, Aldwyn Tower, Malvern

- Nigel Kennedy, e sua esposa polonesa Agnieszka, têm uma casa em Malvern.[173] Kennedy é Chair of the Malvern Concert Club, fundado por Edward Elgar.[102]
- O poema de narrativa alegórica Piers Plowman de William Langland (escrito aproximadamente em 1360–1387) inicia nas Malvern Hills.
- Clive Staples Lewis, romancista, foi aluno da escola preparatória Cherbourg House e do Malvern College. Frequentou estes dois estabelecimentos entre o início de 1911 e junho de 1914.[174]
- Jenny Lind, cantora de ópera, morou e viveu em Malvern, e está sepultada no cemitério de Great Malvern.
- Cher Lloyd, participante e vice-campeã do The X Factor (Reino Unido).[175]
- Ellen Marriage, tradutora de Balzac, morreu em Malvern em 1946.
- David Mitchell, autor de romances como Cloud Atlas e Black Swan Green, o último escrito em Malvern.
- Charles William Dyson Perrins, (1864–1958), colecionador de arte, filantropo e titular de cargo no governo local.[176]
- Charles Ranken, campeão de xadrez, morou em Malvern de 1871 até sua morte em 1905.[177]
- Franklin Delano Roosevelt, ex-presidente dos Estados Unidos, esteve hospedado no Aldwyn Tower Hotel enquanto se convalescia de uma doença aos sete anos de idade[178]
- George Sayer, biógrafo de Clive Staples Lewis.
- Haile Selassie, imperador da Etiópia, visitou Malvern durante seu exílio de 1936 a 1941, hospedou-se no Abbey Hotel e frequentou a Holy Trinity Church.[179]
- Jacqui Smith, ex-secretária de Estado britânica para os Assuntos Internos, nasceu e cresceu em Malvern.
- Philip Woodward (nascido em 1919), matemático britânico, trabalhou com radar e outros tópicos relacionados ao laboratório governamental TRE/RRE em Malvern por quarenta anos, e fez também importantes contribuições para a horologia.[180][181][182]

## Leituras adicionais
- Markk Bowden, David Field e Helen Winton (2005). The Malvern Hills: An Ancient Landscape. [S.l.]: English Heritage. isbn 1873592825
- Mary Dixey e Duseline Stewart (1996). The wonderful world of Lawnside: the history of a Malvern School c.1852-1994. Malvern: Lawnside Old Girls' Association
- Tony Freer-Minshull (2007). The Foley Family. 1. [S.l.]: lulu.com. isbn 1847530168
- Tony Freer-Minshull (2007). The Foley Family. 2. [S.l.]: lulu.com. isbn 1847530575
- Rose Garrard (2010). A Malvern Treasury. Malvern: Garrard Art Publications. isbn 9781905795567
- Rose Garrard (2008). Donkey's Years on the Malvern Hills. Malvern: Garrard Art Publications. isbn 9781905795185
- G. W. Hastings (1911). The Story of Malvern. [S.l.]: Cornish Brothers Ltd.
- Phyllis Hembry (1990). The English Spa 1560-1815: A Social History. Londres: The Athlone Press. isbn 0-485-11374-0
- Brian Iles. The Malverns (Images of England). [S.l.]: The History Press Ltd. isbn  9780752436678
- «Malvern as described in 1911 Encyclopædia Britannica». The Encyclopædia Britannica. XVII. New York: The Encyclopædia Britannica Inc. 1910–1911. pp. 518 (535 in electronic page field)
- Anthony Poulton-Smith (2003). Worcestershire Place Names. [S.l.]: The History Press. isbn  0750933968
- Vincent Waite (1968). Malvern Country. [S.l.]: J. M. Dent & Sons Ltd. isbn 460038222